# US Open 1994 (Badminton)
Die US Open 1994 im Badminton fanden Mitte September 1994 in der University of California in Los Angeles statt.

## Sieger und Platzierte
| Disziplin    | Gold                          | Silber                    | Bronze                               |
| ------------ | ----------------------------- | ------------------------- | ------------------------------------ |
| Herreneinzel | Thomas Stuer-Lauridsen        | Lioe Tiong Ping           | Pang Cheh Chang                      |
| Herreneinzel | Thomas Stuer-Lauridsen        | Lioe Tiong Ping           | Kantharoopan Ponniah                 |
| Dameneinzel  | Liu Guimei                    | Xu Huaiwen                | Pernille Nedergaard                  |
| Dameneinzel  | Liu Guimei                    | Xu Huaiwen                | Huang Hua                            |
| Herrendoppel | Ade Sutrisna Candra Wijaya    | Yap Yee Guan Yap Yee Hup  | Jim Laugesen Henrik Svarrer          |
| Herrendoppel | Ade Sutrisna Candra Wijaya    | Yap Yee Guan Yap Yee Hup  | Liang Qing Zheng Yushen              |
| Damendoppel  | Helene Kirkegaard Rikke Olsen | Liu Guimei Grace Peng Yun | Si-an Deng Denyse Julien             |
| Damendoppel  | Helene Kirkegaard Rikke Olsen | Liu Guimei Grace Peng Yun | Anne Gibson Lotte Thomsen            |
| Mixed        | Jens Eriksen Rikke Olsen      | Zheng Yushen Xu Huaiwen   | Liang Qing Grace Peng Yun            |
| Mixed        | Jens Eriksen Rikke Olsen      | Zheng Yushen Xu Huaiwen   | Christian Jakobsen Helene Kirkegaard |

## Finalergebnisse
| Disziplin    | Sieger                        | Finalist                 | Ergebnis       |
| ------------ | ----------------------------- | ------------------------ | -------------- |
| Herreneinzel | Thomas Stuer-Lauridsen        | Lioe Tiong Ping          | w.o.           |
| Dameneinzel  | Liu Guimei                    | Xu Huaiwen               | 8-11 11-5 11-6 |
| Herrendoppel | Ade Sutrisna Candra Wijaya    | Yap Yee Guan Yap Yee Hup | 15-8 15-4      |
| Damendoppel  | Rikke Olsen Helene Kirkegaard | Peng Yun Liu Guimei      | 15-4 15-11     |
| Mixed        | Jens Eriksen Rikke Olsen      | Zheng Yushen Xu Huaiwen  | 15-3 15-4      |